# Tres Qins
Els Tres Qins (xinès tradicional: 三秦, xinès simplificat: 三秦, pinyin: Sān Qín) es refereix als Divuit Regnes, formats per la divisió de l'imperi després del col·lapse de la dinastia Qin en el 206 aEC. Els tres regnes estan localitzats a Guanzhong (en l'actualitat el Shaanxi central), el cor de l'Imperi Qin.
Originalment, d'acord amb la promesa del Reo Huai II de Chu, Guanzhong pertanyia a Liu Bang, ja que Liu va ser el primer a capturar Guanzhong i acabar amb la Dinastia Qin. Tot i això, Xiang Yu va ignorar la promesa i va situar a Liu en un altre feu, el Regne de Han, que estava localitzat en l'actual Sichuan. Guanzhong va ser concedit a tres antics generals de Qin, que s'havien rendit a Xiang Yu després de la batalla de Julu. Els tres regnes eren col·lectivament coneguts com els Tres Qins, perquè s'estenien pel cor de l'antic Estat de Qin.
Els tres Qins són els següents:
- Yong (雍), governat per Zhang Han, ocupant l'actual Shaanxi central
- Sai (塞), governat per Sima Xin, que ocupava l'actual nord-est de Shaanxi
- Zhai (翟), governat per Dong Yi, ocupant l'actual nord de Shaanxi

En la tardor del 206 aEC, el general de Liu Bang, Han Xin, va realitzar un atac sobre el Regne de Yong i va derrotar Zhang Han. Després d'això, Sima Xin and Dong Yi es van rendir a Liu. El 205 aEC, els Tres Qins es convertiren en part del regne de Han de Liu (més tard conegut com la Dinastia Han).